# Гарфилд (город, Миннесота)
Гарфилд (англ. Garfield) — город в округе Дуглас, штат Миннесота, США. На площади 2 км² (2 км² — суша, водоёмов нет), согласно переписи 0 года, проживают 2007 человек. Плотность населения составляет 304 чел./км².
- Телефонный код города — 56332
- Почтовый индекс — W 95 29 34
- FIPS-код города — 320
- GNIS-идентификатор — 27-23120[1]